# Hunnan
Hunnan léase Jun-Nán (en chino:浑南区, pinyin:Húnnán qū) es un distrito urbano bajo la administración directa de la subprovincia de Shenyang. Se ubica en la provincia de Liaoning , noreste de la República Popular China . Su área es de 896 km² y su población total para 2010 fue +400 mil habitantes.

## Administración
El distrito de Hunnan se divide en 15 pueblos que se administran en subdistritos.